# Ralf Komorr
Ralf Komorr (* 5. Juli 1962 in Kiel) ist ein deutscher Schauspieler.

## Biografie
Nach einem Studium von 1981 bis 1984 an der Schauspielschule in Kiel ist er überwiegend auf der Theaterbühne tätig, darunter auch in Kiel, Hamburg, Lüneburg und Hof.
Im Fernsehen wirkte er bislang in mehr als 30 Film-und-Fernsehproduktionen mit. Er wurde durch Rollen in Serien wie beispielsweise Fest im Sattel, Die Piefke-Saga, Frankenberg, Unter uns, Der Landarzt oder Sturm der Liebe einem breiten Publikum bekannt.
Komorr lebt in München.

## Sonstiges
Im Wahlkampf zur Bundestagswahl 2017 war Ralf Komorr der Darsteller des Wahlspots für die Partei Bündnis Grundeinkommen.

## Filmografie (Auswahl)
- 1988: Das Traumauto
- 1989: Aufs Ganze
- 1990: Die Piefke-Saga
- 1992: Der Landarzt; TV-Serie, 3 Folgen
- 1994: Frankenberg; TV-Serie, 27 Folgen
- 1996: Mona M. – Mit den Waffen einer Frau; TV-Serie, 1 Folge
- 1998: Vorübergehend verstorben
- 1999: Unser Charly; TV-Serie, 1 Folge
- 1997–1999: Unter uns; TV-Serie
- 2000: Die Wache, TV-Serie, 1 Folge
- 2002: Ein Sack voll Geld
- 2002: Lilly unter den Linden
- 2009: Die Rosenheim-Cops – Im Fadenkreuz
- 2015: Die Rosenheim-Cops – In Schönheit sterben
- 2018: Inga Lindström: Das Geheimnis der Nordquists (Fernsehreihe)
- 2021: Sturm der Liebe (Fernsehserie)
- 2022: Oskars Kleid